# Mateusz Szczurek
Mateusz Szczurek (Varsó, 1975. augusztus 11. –) lengyel közgazdász, a második Tusk-kormány pénzügyminisztere (2013-2015).

## Élete
Az ötgyermekes családapa 1975-ben született Varsóban. A Varsói Egyetem Közgazdaságtudományi Karán diplomázott, majd 1997-ben – a Sussexi Egyetemen – nemzetközi közgazdaságtanból másoddiplomát szerzett. 2005-ben, ugyanitt megszerezte a közgazdaságtudományi doktori címét is. 1997-től a holland ING Bank elemzőjeként, majd 2011-től a pénzintézet lengyel leánybankának kelet-közép-európai ügyekkel foglalkozó vezető elemzőjeként dolgozott.
2013 novemberében Donald Tusk átrendezte kormánya összetételét, és ekkor – 38 évesen – megkapta a pénzügyi tárca vezetését.